# Вихрь (гидродинамика)
Вихрь — вид течения сплошной среды. 
Представляет собой особое течение, при котором поток совершает вращение вокруг воображаемой оси, прямой или изогнутой. Такой тип движения называется вихревым. 
Вихревые движения широко распространены в жидкостях, газообразной среде и в плазме — дымовые кольца, водовороты в реках, например, вызываемые вёслами при гребле, особые мощные ветра — торнадо и смерчи и т. д.. Вихри образуют пролетающие самолёты, проезжающие автомобили, вихри сходят с обдуваемых ветром зданий, вихри дают характерные особенности в атмосферах планет, например Большое красное пятно Юпитера, гигантский шестиугольник на полюсе Сатурна. Циркуляция в океане также представляет систему вихрей. Общая циркуляция атмосферы есть ничто иное, как самоорганизованная система циркуляционных ячеек — вихрей в вертикальной и горизонтальной плоскостях. И Солнечная система и спиральные галактики — всё это вихри.
Вихри являются основным компонентом турбулентного течения. При отсутствии внешних сил и термической неоднородности вязкое трение в жидкости, как правило, со временем погасит вихри.
В вихре скорость течения наибольшая вблизи оси вихря и убывает обратно пропорционально расстоянию от неё. Завихрённость (ротор скорости) очень высока в области, окружающей ось, и почти нулевая в остальной части вихря. После образования вихри могут перемещаться и взаимодействовать в сложных отношениях. Движущийся вихрь несёт в себе некоторую энергию и массу. В стационарном вихре линии тока замкнуты. В движущихся или развивающихся вихрях линии тока, как правило, образуют спирали.

## Математическая модель
Количественные характеристики вихревого движения даёт завихрённость:
{\displaystyle \operatorname {rot} \mathbf {V} =[\nabla ,\mathbf {V} ]=\left|{\begin{matrix}\mathbf {e} _{x}&\mathbf {e} _{y}&\mathbf {e} _{z}\\{\frac {\partial }{\partial x}}&{\frac {\partial }{\partial y}}&{\frac {\partial }{\partial z}}\\V_{x}&V_{y}&V_{z}\\\end{matrix}}\right|} — ротор

| |
| Движение, подобное вращению твёрдого тела: завихрённость повсюду                                                                  |
| {\displaystyle {\vec {\omega }}_{vorticity}={\frac {v_{\theta }}{r}}+{\frac {dv_{\theta }}{dr}}=2{\vec {\omega }}_{ang.velocity}} |

| |
| Изолированный вихрь: завихрённость только в центре, в остальных точках поля течения отсутствуют    |
| {\displaystyle {\vec {\omega }}_{vorticity}={\frac {v_{\theta }}{r}}+{\frac {dv_{\theta }}{dr}}=0} |